# Fuente Bailey
La Fuente Bailey (en inglés, Bailey Fountain) es una escultura al aire libre en la Grand Army Plaza, en el distrito de Brooklyn de la ciudad de Nueva York (Estados Unidos). Renovada en 1956 y 2005-06,  la fuente de 1932 fue financiada por el filántropo Frank Bailey como un monumento a su esposa. Después de los robos de 1974, algunos elementos escultóricos fueron almacenados para su custodia.

## Fuente Golden Spray

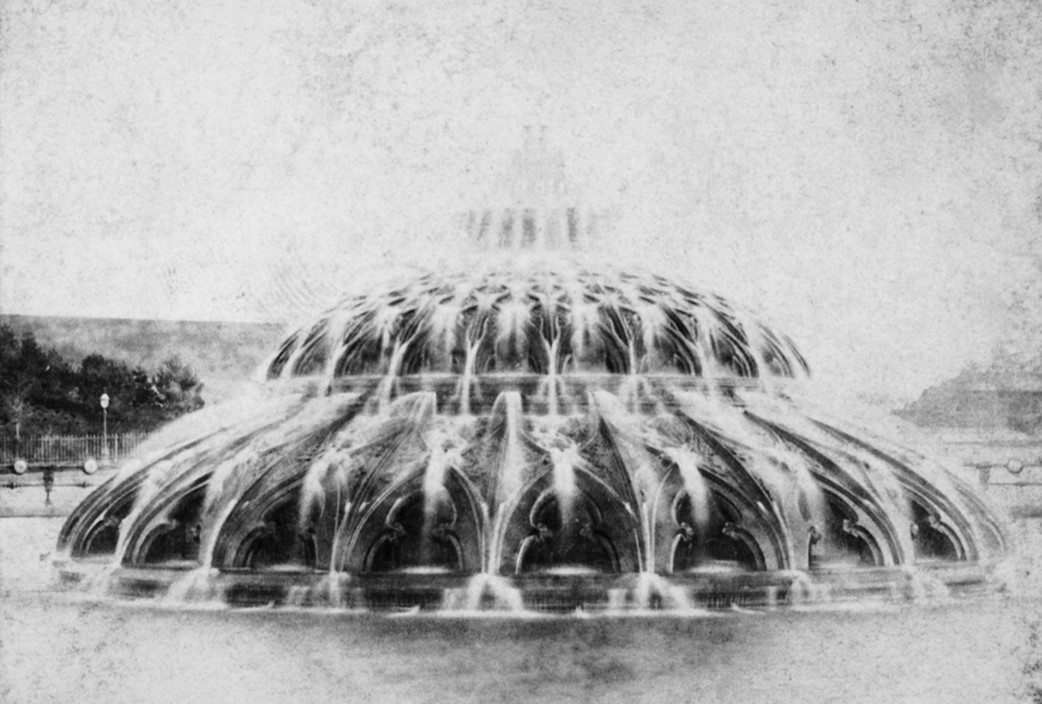
La fuente de cúpula de 1873

La Fuente Golden Spray de 1867 con un solo chorro de agua fue parte del diseño de Grand Army Plaza de 1867.

## Fuente de cúpula
La fuente de cúpula de 1873 de Calvert Vaux reemplazó la fuente de 1867 con una estructura de dos niveles y doble cúpula de hierro fundido y secciones moldeadas de Beton Coignet. Las luces de gas en la cúpula de 11,4 m de diámetro eran visibles a través de una de las 24 ventanas de vidrio de colores para la iluminación nocturna. Luces de gas adicionales montadas en la baranda iluminaron la superficie de la piscina. El alcalde de Brooklyn criticó el uso de agua de la fuente que podía bombear 60 000 galones por hora, y en la década de 1890 la fuente tenía fugas y se secaba con frecuencia. Un niño se ahogó en la fuente en junio de 1895.

## Fuente eléctrica
La Fuente Eléctrica de 1897 reemplazó a la fuente de 1873 y fue controlada por 2 operadores durante las exhibiciones nocturnas programadas los miércoles y sábados con audiencias de hasta 30 000. El plan inicial de un Comisionado de Parques de Brooklyn para un surtidor único fue reemplazado por el diseño de Fredric W. Darlington. Wilson & Baillie Manufacturing construyó la fuente, y el "ingeniero consultor" de la comisión fue CC Martin. El arquitecto paisajista Frederick Law Olmsted colocó la fuente en la intersección de dos amplios caminos dispuestos como una cruz georgiana dentro de parcelas cubiertas de hierba y sin árboles en los cuadrantes. La "primera exposición" contratada para el 4 de julio de 1897, se retrasó hasta el 7 de agosto y asistieron "100 000 personas".
Las " lámparas de arco de enfoque automático" de 6000 candelas estaban conectadas en 3 circuitos en serie para atenuación, cada uno podía moverse 2 pies (0,6 m) dentro de "reflectores parabólicos plateados" para estrechar o ampliar los 19 haces, y se colocaron en anillos concéntricos alrededor de una luz central. Las luces se extendían en cilindros de vidrio que sobresalían del techo bajo el agua y cada uno de ellos se proyectaba a través de discos intercambiables de geles de colores hacia chorros de agua (también había un géiser central iluminado). Las cerca de 2000 boquillas incluían sombrillas, rociadores de bolas, gavillas de trigo, anillos, abanicos, embudos y molinetes ; con muchas de las boquillas alrededor de las carcasas de las lámparas. Una sala de control subterránea en el sur de la cuenca permitía a los operadores de iluminación e hidráulica ver a través de tres ventanas poco espaciadas en la pared de la cuenca 6 plg (0,2 m) por encima de la superficie de la piscina. Una bomba recirculaba hasta 100 000 galones por hora desde la piscina en el 36,6 m cuenca. La fuente también tenía 88 lámparas incandescentes en el borde interior de la cofia de hormigón de la cuenca, y los ferrocarriles de Brooklyn Heights y Nassau Electric donaron la electricidad.
La construcción en 1915 de la línea IRT Eastern Parkway del metro de la ciudad de Nueva York (trenes 2, 3, 4 y 5) y la línea BMT Brighton (trenes B y Q) debajo de la plaza no dejó espacio para la infraestructura requerida para la Fuente Eléctrica, la cual fue removida.